# Черемушки (Ніжинський район)
Черемушки (до 1970 — Логочово) — селище в Україні,  у Бахмацькій міській громаді Ніжинського району Чернігівської області, .

## Історія
12 червня 2020 року, відповідно до розпорядження Кабінету Міністрів України № 730-р «Про визначення адміністративних центрів та затвердження територій територіальних громад Чернігівської області», увійшло до складу Бахмацької міської громади.
19 липня 2020 року, в результаті адміністративно-територіальної реформи та ліквідації Бахмацького району, село увійшло до складу Ніжинського району Чернігівської області.

## Населення

### Мова
Розподіл населення за рідною мовою за даними перепису 2001 року:
| Мова       | Кількість | Відсоток |
| ---------- | --------- | -------- |
| українська | 36        | 97.3%    |
| російська  | 1         | 2.7%     |
| Усього     | 37        | 100%     |